# Corícia

Corícia era a gruta do monte Parnaso onde os tendões de Zeus foram trancados por Tifão e vigiados pela Delfine. Seu nome derivou da ninfa Corícia que foi seduzida por Apolo, tendo em resultado dado à luz Licoreu.